# SS-Junkerschule Bad Tölz

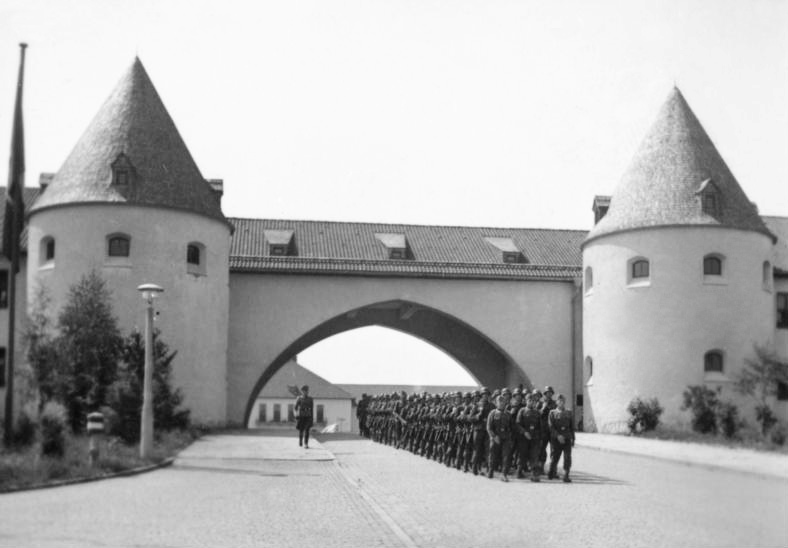
Haupttor 1942

Die SS-Junkerschule Bad Tölz war eine SS-Junkerschule. Sie diente als Offiziersausbildungseinrichtung für die Waffen-SS. Die Schule wurde 1937 gegründet und vom Architekten Alois Degano gebaut. Sie befindet sich in der Stadt Bad Tölz, etwa 48 km südlich von München. Die Architektur und Form der Schule sollten die Mitarbeiter, Studenten, Besucher und Passanten beeindrucken. Die Schule war bis zum Ende des Zweiten Weltkriegs 1945 in Betrieb. Nach dem Krieg war die ehemalige SS-Junkerschule bis 1991 die Basis eines Bataillons der 3. US-Armee.

## Geschichte

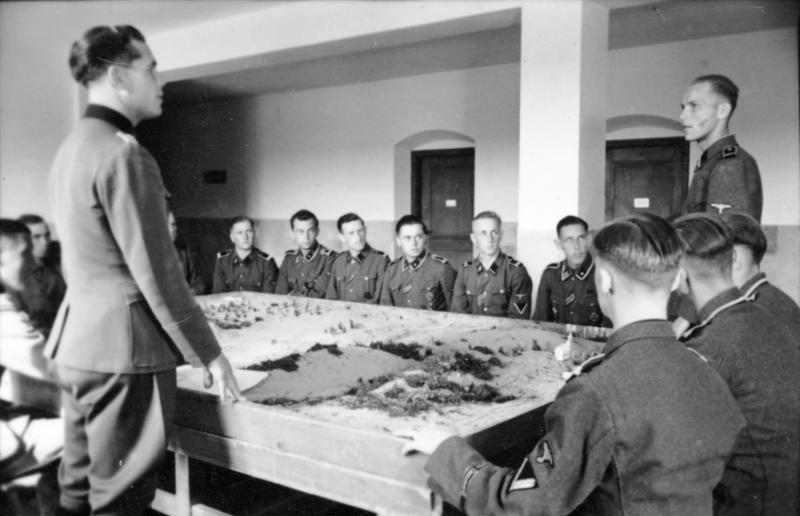
Unterricht in der SS-Junkerschule Bad Tölz

1934 begann der bewaffnete Zweig der Schutzstaffel (SS), die ursprüngliche SS-Verfügungstruppe genannt wurde, eigene Offiziere auszubilden. Anders als in der Wehrmacht konnten auch solche Bewerber Offizier der SS-Verfügungstruppe werden, die nicht zumindest über einen Hauptschulabschluss verfügten.
Die Schule wurde 1936 von Adolf Hitler eingeweiht. In ihr sollten SS-Angehörige eine reguläre Armeeausbildung durchlaufen. Als Ausbilder wurden ehemalige Armeeoffiziere eingesetzt. Aufgrund ihrer Herkunft benötigten einige der Kadetten eine Grundausbildung in nicht-militärischen Angelegenheiten. Sie erhielten Etikette-Bücher, z. B. mit Anweisungen zu Tischmanieren. In Vorträgen wurde auch die NS-Ideologie unterrichtet. Des Weiteren mussten die Schüler diverse sportliche Leistungen (Leichtathletik und militärische Feldübungen) erlernen.
Die SS scheute keine Kosten beim Bau der Schule: Zu den Einrichtungen gehörten ein von einer Leichtathletikbahn umgebenes Fußballstadion, ein Gebäude für Box-Training und -Kämpfe, Gymnastik, Ballspiele, ein beheiztes Schwimmbad und eine Sauna.
Im März 1945 wurden Ausbilder und Schüler der Schule zum Aufbau 38. SS-Grenadier-Division „Nibelungen“ verwendet. Die Division erreichte nie einen annähernd vollständigen Divisionsstatus, sondern wurde direkt ohne vollständige Aufstellung im Kampf gegen US-Truppen im Raum Landshut eingesetzt. Die Division kapitulierte am 8. Mai 1945 im Gebiet der bayerischen Alpen bei Oberwössen nahe der österreichischen Grenze gegenüber Verbänden der US-Armee.
Der US-General George S. Patton übernahm nach dem Krieg das Amt des Militärgouverneurs von Bayern und regierte vorübergehend von Bad Tölz aus. Zum Gedenken an einen gefallenen Freund benannte er die ehemalige Junkerschule in „Flint-Kaserne“ um. Bis zum Abzug des US-Militärs im Jahr 1991 war die Flint-Kaserne, neben einer Ingenieursschule, auch europäischer Stützpunkt der Special Forces, vulgo Green Berets. Über dem Haupteingang prangte der Schriftzug „Cleanest American Camp In Europe“.
Die Kaserne existiert in ihrer ursprünglichen Architektur heute nicht mehr, da die Gebäude nur teilweise erhalten geblieben sind. Die Sporteinrichtungen, darunter ein Fußballstadion und ein Gebäude, das als Turnhalle, für Boxen und Ballspiele genutzt und auch mit einer Sauna und einem geheizten Pool ausgestattet wurden, das Kino und der Torbogen über dem Haupteingang existieren nicht mehr. Dennoch ist das Äußere und der Grundriss der ehemaligen Kaserne noch weitgehend erkennbar. Allerdings sind die Gebäude im Inneren komplett umgebaut, da die Stadt Bad Tölz ab Ende der 1990er Jahre mit einer großangelegten Umgestaltung begann. Dort finden sich heute unter dem Namen „Flint-Center“ diverse Ämter, Geschäfte und Gaststätten, die Polizeiinspektion und im Hof der ehemaligen Kaserne die architektonisch reizvolle „Schnecke“ (deren Baukosten vom Bund der Steuerzahler moniert wurden).

## Kommandanten der Schule
- Paul Lettow (1934–1935)
- Bernhard Voß (1935–1938)

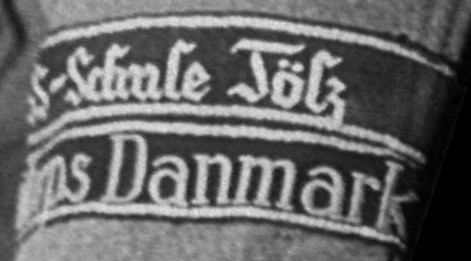
Ärmelband der SS-Junkerschule Bad Tölz

- Arnold Altvater-Mackensen (1937–1938)
- Werner Freiherr von Schele (1938–1940)
- Julian Scherner (1940)
- Cassius Freiherr von Montigny (1940)
- Werner Dörffler-Schuband (1940–1942)
- Lothar Debes (1942–1943)
- Gottfried Klingemann (1943)
- Werner Dörffler-Schuband (1943–1944)
- Richard Schulze-Kossens (1945)
- Karl-Heinz Anlauft (1945)

## Lehrer der Schule
- Hans Hoeflmayr (1934–1940), Vertragslehrer für Pionierwesen

## Absolventen der Schule
Wolfgang Jörchel (1907–1945), ein Absolvent der Schule, befehligte später das SS-Freiwilligen-Panzergrenadier-Regiment 48 „General Seyffardt“, war seit 1944 Ritterkreuz-Träger und übernahm als SS-Standartenführer am 3. Juli 1944 das Kommando über die neu eingerichtete SS-Junkerschule Prag-Dewitz.